# Palmetto (Luisiana)
Palmetto es una villa ubicada en la parroquia de St. Landry en el estado estadounidense de Luisiana. En el Censo de 2010 tenía una población de 164 habitantes y una densidad poblacional de 70,51 personas por km².

## Geografía
Palmetto se encuentra ubicada en las coordenadas 30°43′4″N 91°54′33″O / 30.71778, -91.90917. Según la Oficina del Censo de los Estados Unidos, Palmetto tiene una superficie total de 2.33 km², de la cual 2.3 km² corresponden a tierra firme y (1.22%) 0.03 km² es agua.

## Demografía
Según el censo de 2010, había 164 personas residiendo en Palmetto. La densidad de población era de 70,51 hab./km². De los 164 habitantes, Palmetto estaba compuesto por el 50.61% blancos, el 45.12% eran afroamericanos, el 0% eran amerindios, el 0% eran asiáticos, el 0% eran isleños del Pacífico, el 0% eran de otras razas y el 4.27% pertenecían a dos o más razas. Del total de la población el 0% eran hispanos o latinos de cualquier raza.